# Laodikeia am Lykos

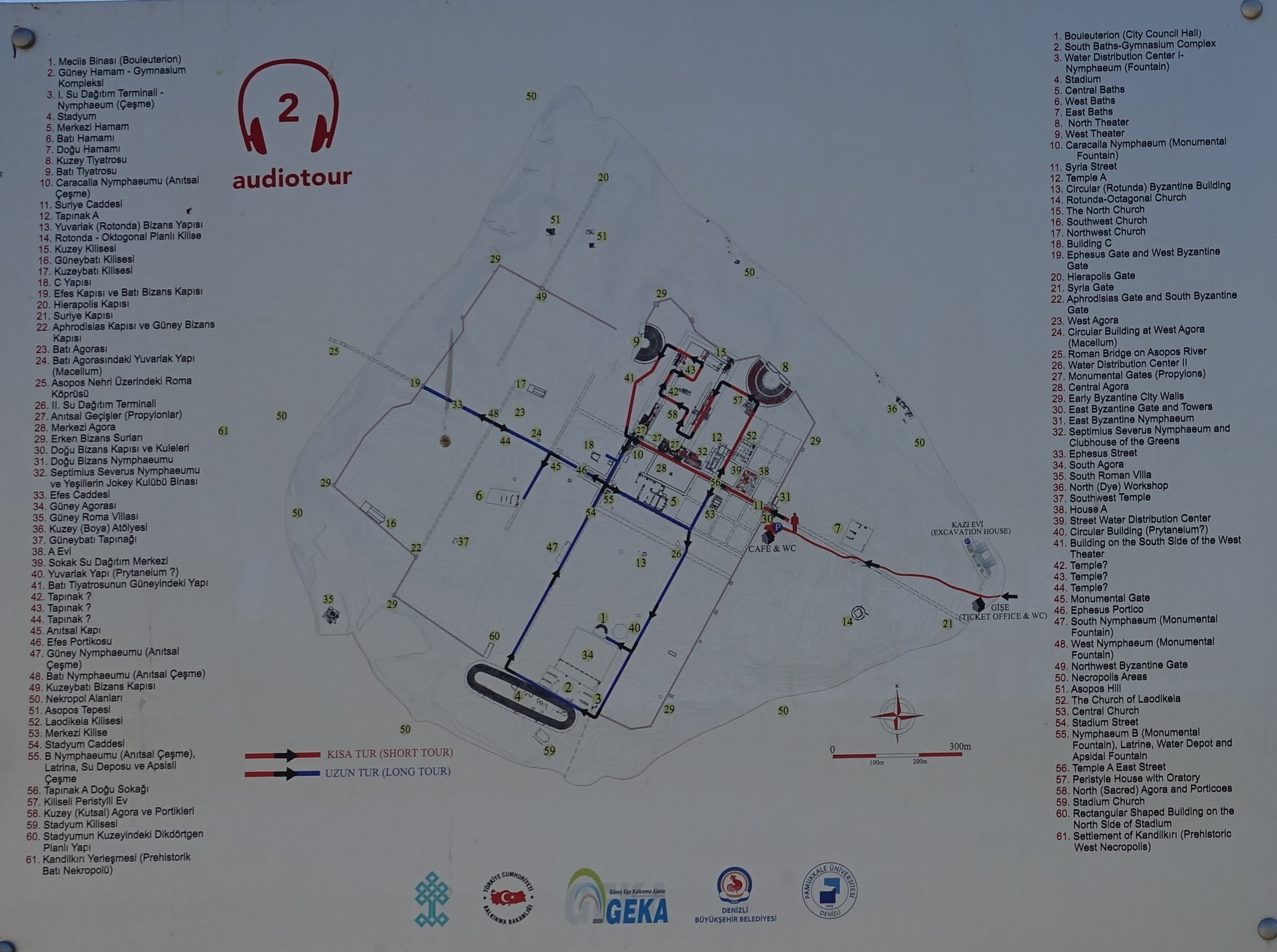
Plan der Ausgrabungsstätte

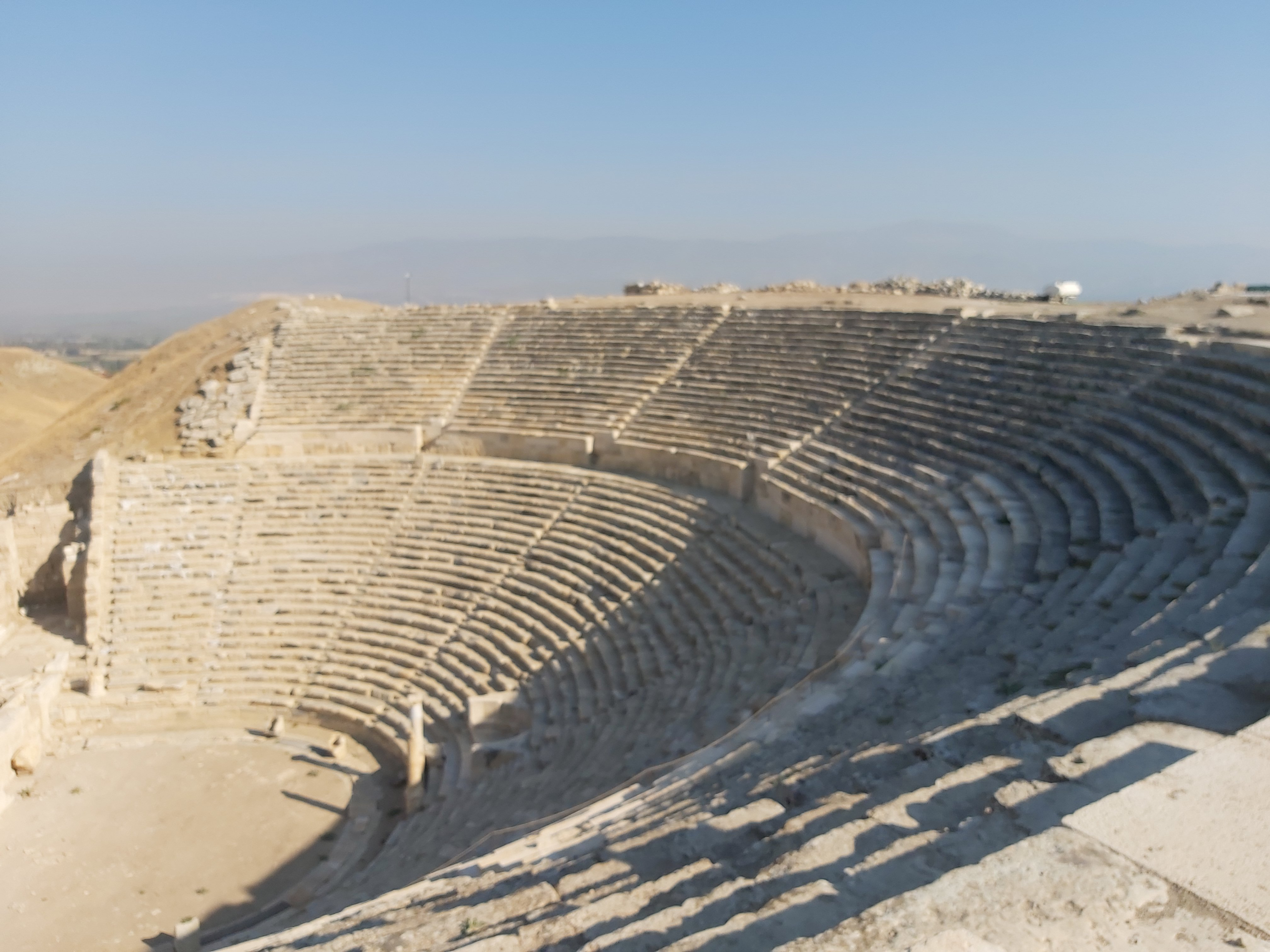
Das westliche Theater nach Restaurierung im Jahre 2021

Laodikeia am Lykos (altgriechisch Λαοδίκεια πρὸς τῷ Λύκῷ; lateinisch Laodicea ad Lycum; osmanisch Lâdik, in deutscher Form auch Laodizea) war eine antike Stadt in Phrygien, 6 km nördlich des heutigen Denizli und 10 km südlich von Hierapolis, am Fluss Lykos (heute Çürüksu Çayı), einem Nebenfluss des Mäander.

## Geschichte
Anstelle einer älteren Siedlung namens Diospolis wurde Laodikeia von Antiochos II. zwischen 261 und 253 v. Chr. gegründet und nach seiner Frau Laodike benannt. In römischer Zeit war die Stadt Zentrum eines Gerichtsbezirks (conventus) der Provinz Asia und galt als wirtschaftliches Zentrum. Marcus Tullius Cicero war in seinem Jahr als Prokonsul in Kilikien 51/50 v. Chr. unter anderem für die Rechtsprechung der acht Gerichtsbezirke seiner Provinz zuständig. Zu diesem Zweck hielt er sich vom 13. Februar bis 15. Mai des Jahres 50 v. Chr. in Laodikeia auf, angekommen war er schon am 11. Februar. Zudem war er schon im Jahre 51 v. Chr. am 30. Juli (er verwendet die praecaesarische Form „Quintilis“) zum Dienstantritt in Laodikea. Aus dieser Zeit sind zahlreiche Briefe an Freunde überliefert, die vom 20. Februar bis Anfang Mai 50 v. Chr. datieren.
Im 1. Jahrhundert n. Chr. wurde Laodikeia zweimal, unter den Kaisern Tiberius und Nero, von Erdbeben schwer verwüstet, erholte sich aber aus eigenen Kräften wieder. In römischer Zeit war Laodikeia ein wichtiges Baumwollanbaugebiet. Laodikeia liegt nahe (8 km) den Thermen von Hierapolis (heute Pamukkale). So lebte die Stadt von Kurgästen und Pilgern (die das heilende Wasser als heilig ansahen) und wurde sehr reich. Durch die spezielle Zusammensetzung des Thermalwassers von Pamukkale wurde in Laodikeia eine spezielle Augensalbe hergestellt. Eine bestimmte rote Pflanzenwurzel konnte mit diesem Wasser verdünnt werden und dann schwarze Stoffe purpurn färben. So wurden immer mehr purpurne Stoffe im römischen Reich in Laodikeia hergestellt, zum Beispiel die purpurnen Segel der Kleopatra. Die aufwändige Färbung von Stoffen mit syrischen Purpurschnecken hatte eine Alternative bekommen, so dass Laodikeia bald zur Purpurstofffabrik des römischen Reiches wurde.
Anfang des 4. Jahrhunderts war Laodikeia Metropolis der Provinz Phrygia Pakatiane. 363–364 fand dort das Konzil von Laodicea statt. Nach einem Erdbeben im Jahr 494 verlor die Stadt ihre Bedeutung. In mittelbyzantinischer Zeit gehörte Laodikeia zum Thema Thrakesion.
Nach der Eroberung Laodikeias im 12. Jahrhundert durch die Seldschuken wurden die Bewohner nach dem späteren Denizli umgesiedelt. Denizli wurde von den Osmanen als Denizli Lâdik bezeichnet, wie es oft zur Unterscheidung vom alten Lâdik (Laodikeia) genannt wurde.

## Archäologie

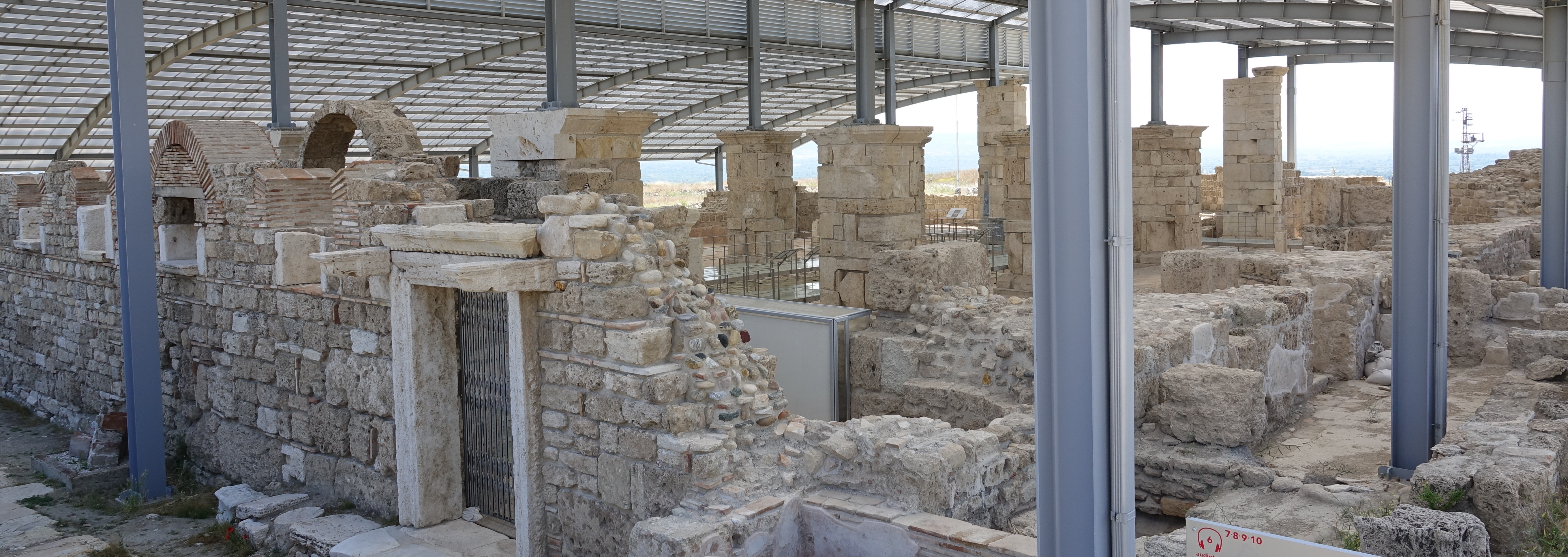
Frühchristliche Basilika

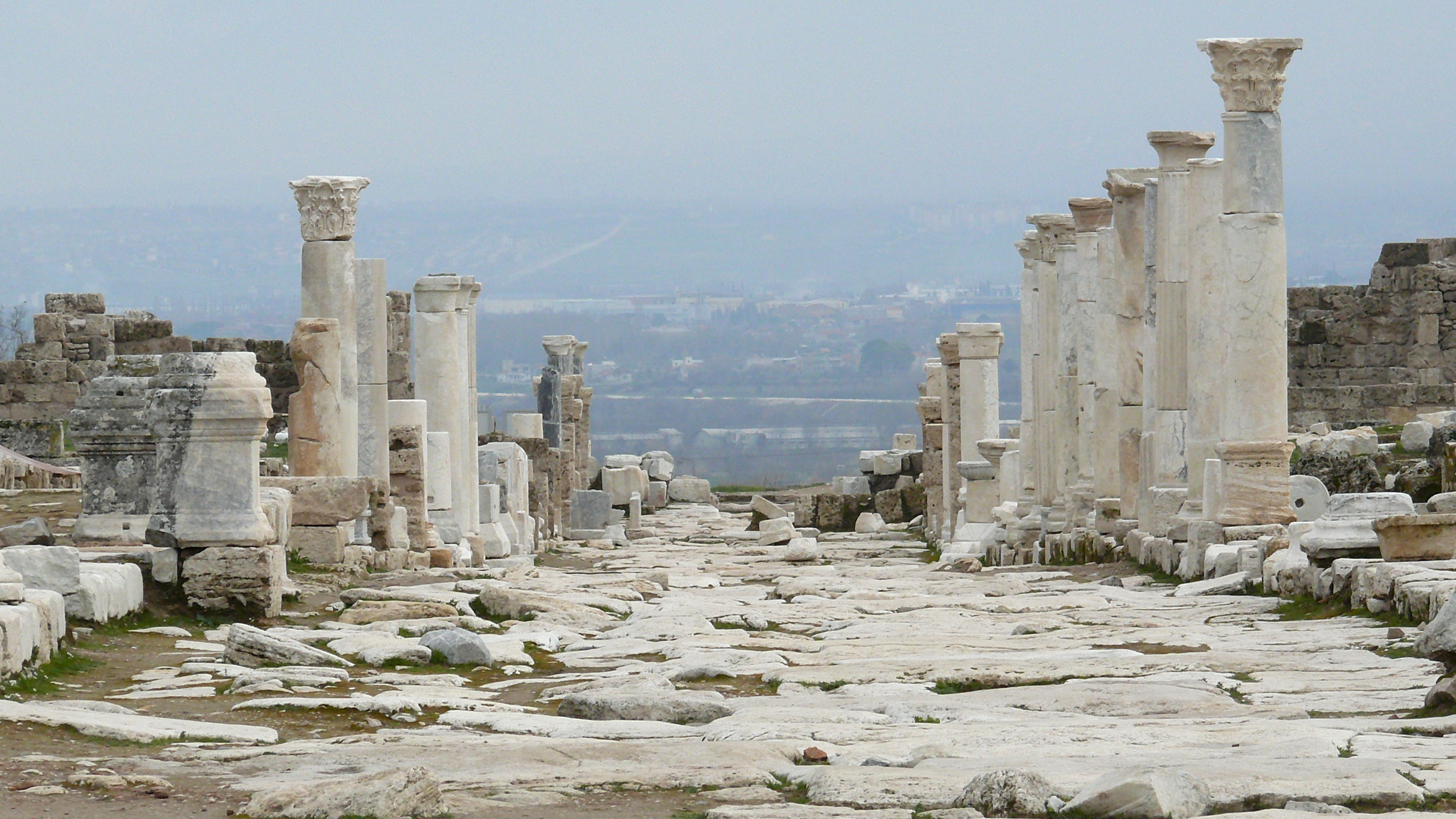
Säulenreihe an der Ost-West-Straße

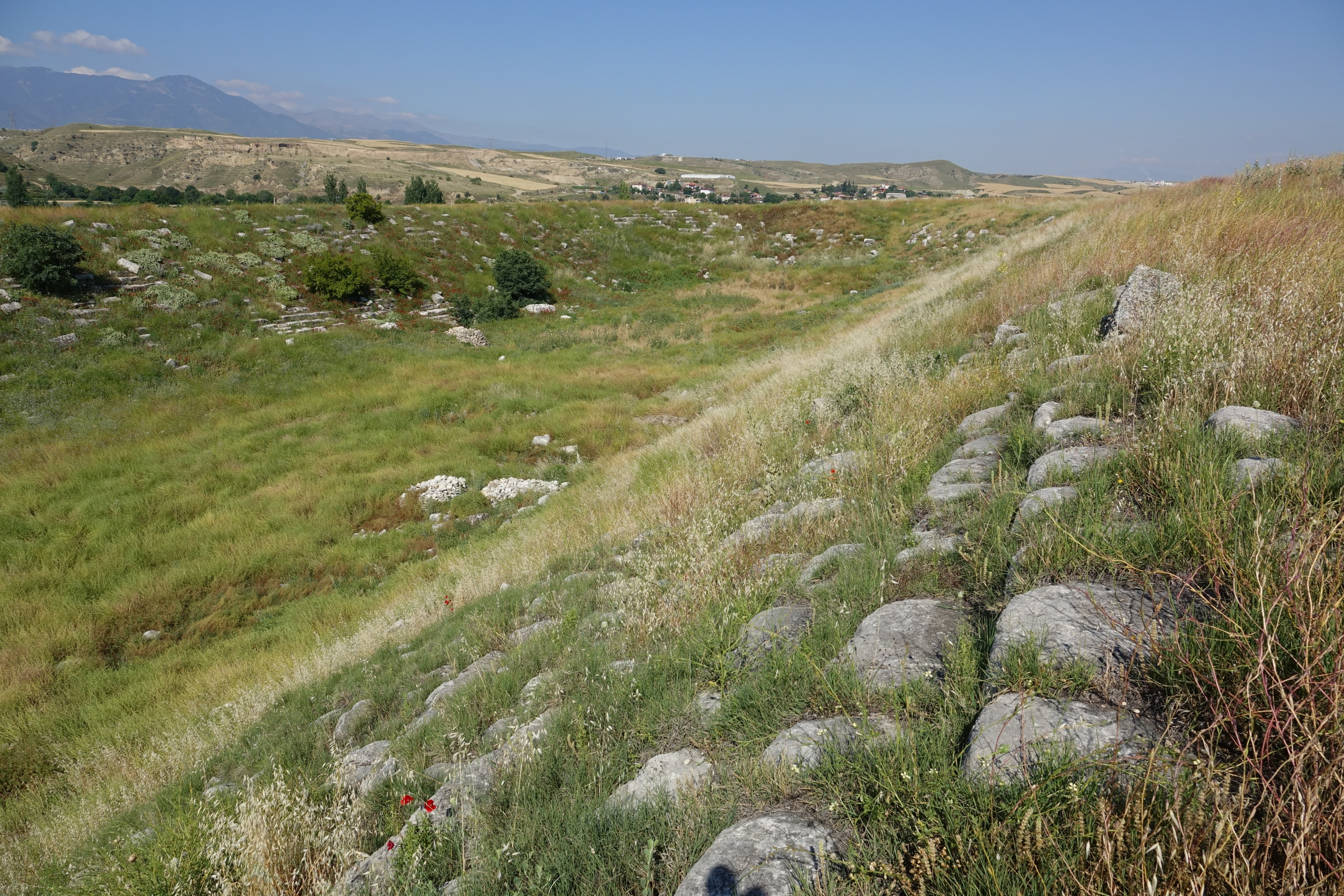
Blick auf das Stadion

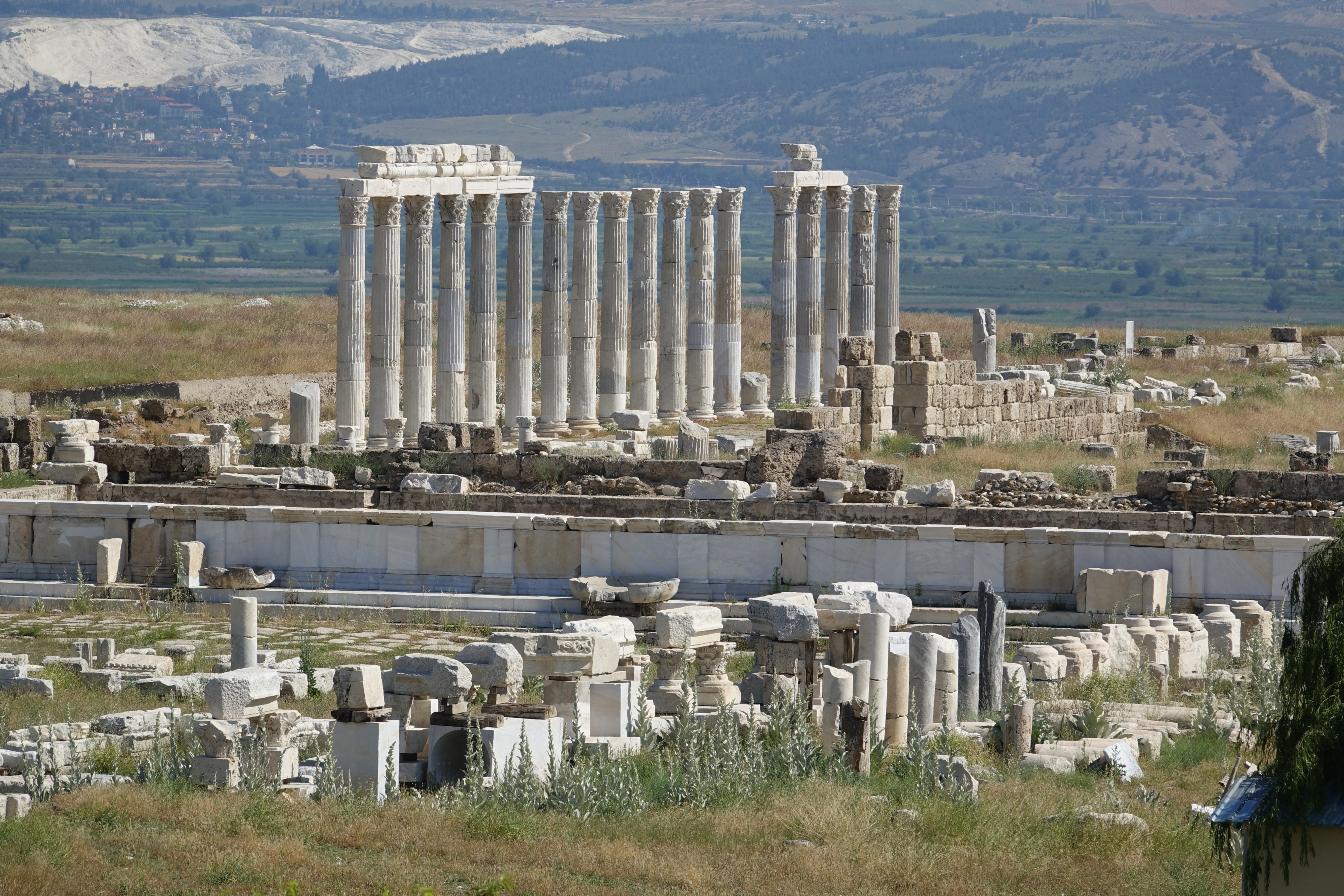
Blick auf den Tempelbezirk, Im Hintergrund Pamukkale

Laodikeia liegt auf einem flachen Hügel, auf dessen nordwestlichen Abhang sich zwei Theater befanden, von denen noch Teile der Sitzreihen erhalten sind. Im Süden der Stadt lag ein großes Stadion, das zur Zeit Vespasians errichtet wurde; ein Gebäude in der Nähe war vermutlich eine Badanlage. Ein im 3. Jahrhundert erbautes Nymphäum im Zentrum der Stadt war vermutlich Endpunkt einer Wasserleitung, die von Süden nach Laodikeia führte.
Bei Grabungen der Universität Denizli unter der Leitung von Celal Şimşek wurde eine frühchristliche Kirche freigelegt. Auf der Grundfläche von 2000 Quadratmetern wurden Reste von Mosaiken und Fresken gefunden sowie Münzen, die auf das frühe 4. Jahrhundert datiert werden. Ein im Boden eingelassenes Taufbecken mit Treppenstufen an zwei Seiten ermöglichte Massentaufen.
Die Ausgrabungs- und Sicherungsarbeiten an benachbarten Gebäuden (Tempe A) liefen 2017 noch.

## Laodikeia im Neuen Testament
Laodikeia wird im Neuen Testament im Brief des Paulus an die Kolosser (2,1; 4,13. 15. 16) und in der Johannesapokalypse (1,11; 3,14) als Sitz einer christlichen Gemeinde erwähnt.
Der Kolosserbrief (Kol 4, 16) erwähnt einen uns nicht überlieferten Brief des Paulus an die Gemeinde in Laodikeia. Dieser Nachricht verdankt wohl der sog. Laodizenerbrief seine Entstehung, dem man um die Mitte des 6. Jahrhunderts in einigen lateinischen Handschriften innerhalb der Paulusbriefe begegnet.
Das Sendschreiben an die christliche Gemeinde in Laodicea war ein besonderer Brief, das siebte und letzte Sendschreiben der Offenbarung des Johannes (3,14–22). Die Gemeinde ist die einzige, der das Sendschreiben kein Lob zukommen lässt. Ihre eigene Selbsteinschätzung, reich zu sein und keine Not zu haben, steht dabei in krassem Widerspruch zu dem Urteil Christi und dem darin enthaltenen Hinweis auf wesentliche Mängel: dürftig und elend zu sein, arm und blind und nackt (3, 17). Sie bedarf somit des Rates (3, 18), „geläutertes Gold“ zu kaufen (eine Anspielung auf das florierende Geschäft der Stadt, goldene Figuren an Pilger zu verkaufen, die diese in Hierapolis opferten, um durch Wasser von Pamukkale zu genesen), „weiße Gewänder“ (eine Anspielung auf die immense Produktion von [purpurnen] Textilien) und „Salbe“ für die Augen (eine Anspielung darauf, dass die Bürger zwar Augensalbe verkaufen, aber dennoch nicht das Wichtigste erkannt haben). Diese Zusammenstellung (vgl. Hes 16,8–13) stellt mgl. einen aktuellen Bezug zur wirtschaftlichen Bedeutung der Stadt her. In der biblisch-symbolischen Sprache ist geläutertes Gold als Hinweis auf bestandene Anfechtungen zu lesen, die weißen Gewänder (vgl. Offb 3,4; 7,14) als Sinnbild der Treue, Reinheit und Vergebung, aber auch für Taufe und die damit verbundene Umkehr, die Augensalbe als Überwindung der geistlichen Blindheit.
Neben diesen Aufforderungen wird den Laodiceern vorgeworfen, sie seien weder heiß noch kalt, sondern lauwarm, also ungenießbar, ebenfalls eine Anspielung auf die lauwarmen Thermen von Pamukkale, denen die Stadt einen großen Teil ihres Reichtums verdankte.